# Могильно (Минская область)
Могильно (бел. Магі́льна; 1979—1991 гг. — Неман) — агрогородок в Узденском районе Минской области Белоруссии. Административный центр Неманского сельсовета. Население 365 человек (2009).

## География
Агрогородок находится в 15 км к юго-западу от города Узда, в 18 км к юго-востоку от Столбцов, 90 км от Минска, 12 км от 12 км от железнодорожной станции Колосово на линии Минск — Барановичи.
Ближайшие деревни — Мотецкие (к северу) и Замостье (к востоку, на другом берегу Немана).
Соединён автодорогами с Уздой и окрестными деревнями.

### Гидрография
Агрогородок стоит на левом берегу реки Неман.

## Этимология
В 1979—1991 гг. носил название Неман.

## История

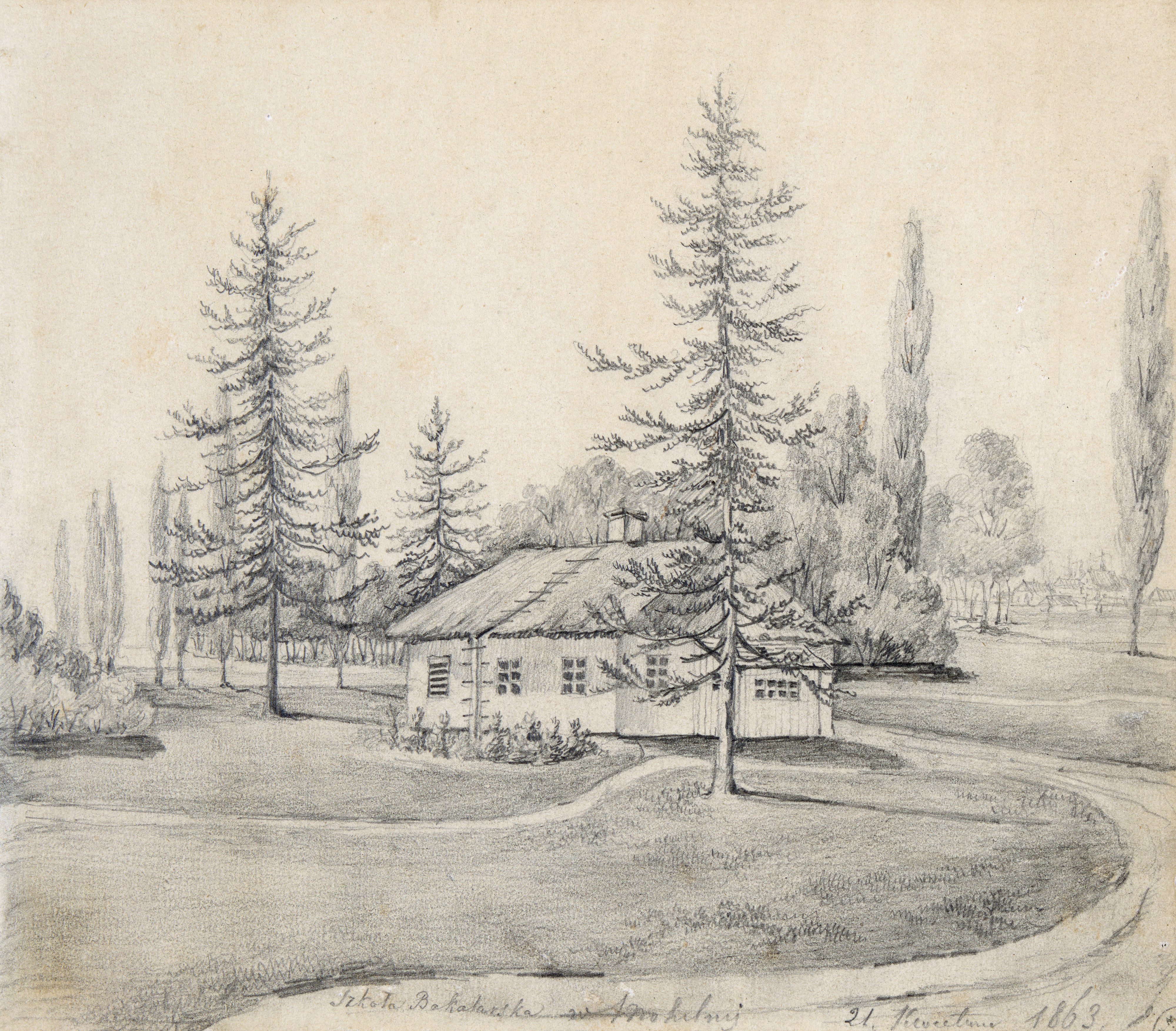
Школа. Н. Орда

По мнению В. А. Жучкевича название указывает на то, что поселение возникло около могил (курганов). Могильное — одно из самых старых местечек исторической Новогрудчины, потом Минщины. Именно возле него согласно ряду летописей, таких как хроника Быховца и Хроника Великого княжества Литовского и Жомойтского, состоялась битва в первой половине XIII века между литовскими и русскими князьями. Ряд историков подвергают сомнению историчность данной битвы (см. Могильнянская битва).

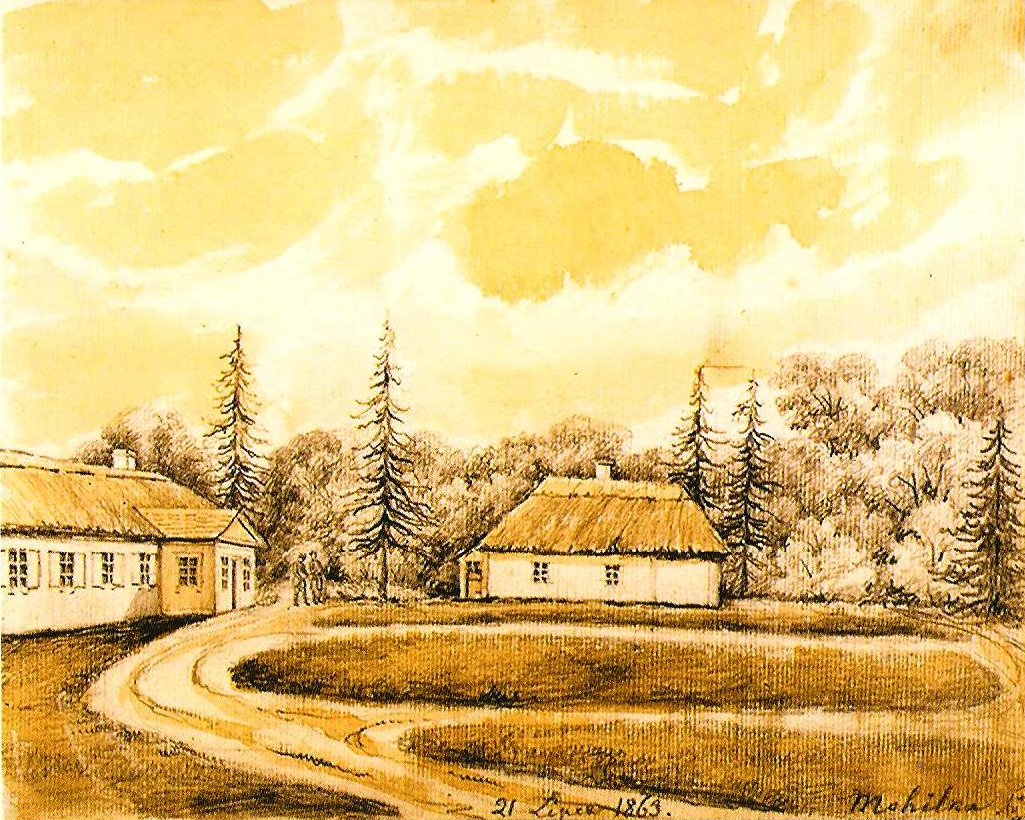
Усадьба. Н. Орда

В XIV веке великий князь Витовт передал поселение Монвидам-Дорогостайским, которые породнились в конце XV века с Радзивиллами. В 1520 году Софья Радзивилл в своем завещании отдала Могильно своему пасынку Пацу, после чего имение стало принадлежать роду Пацев.
Витебский воевода Станислав Пац построил в XVI веке на левом берегу Немана Могильнянский замок. Замок и всё местечко были полностью уничтожены в середине XVII века во время русско-польской войны.
После войны поселение возродилось, во второй половине XVIII века это было местечко Новогрудского повета Новогрудского воеводства. Во второй половине XVIII века здесь жил в юности философ Соломон Маймон.
С 1793 года после второго раздела Речи Посполитой Могильно вошло в состав Российской империи, принадлежало Игуменскому уезду Минской губернии. В конце XVIII века здесь было 92 двора, церковь, мельница, корчма, пристань на Немане. С 1830-х годов местечко перешло Витгенштейнам. В 1886 году — 84 двора, волостная управа, церковь, синагога, народное училище. В 1897 году в местечке проживало 305 евреев (28,3 % общего населения).
С марта 1918 года входит в состав провозглашённой Белорусской народной республики, с 1919 года в составе БССР. После подписания Рижского мирного договора (1921) Могильно осталось в составе БССР, хотя граница с межвоенной Польшей проходила рядом с селом.
В Вторую мировую войну с конца июня 1941 до начала июля 1944 Могильно находилось под немецкой оккупацией. На 1972 год здесь было 172 двора и 497 жителей.
В советский период была утрачена историческая церковь, после 1990 года возведена новая православная церковь Св. Николая.
В 2009 году деревня Могильно преобразована в агрогородок.

## Население

### Численность
- 2009 год — 365 человек

### Динамика
- 2009 год — 365 человек (перепись населения)

## Культура
- Дом культуры
- Музей ГУО "Нёманская средняя школа имени И. Д. Гурского" Узденского района

## События и мероприятия
- 2023 год — районный фестиваль "Дожинки"

## Достопримечательность
- Городище
- Курганный могильник
- Фрагменты феодального замка
- Православная церковь Св. Николая Чудотворца. Русское деревянное зодчество XVII-XVIII вв.

### Памятник, скульптура
- Мемориальная доска о подпольной патриотической группе под руководством Глафиры Васильевны Сусловой[10].
- Братская могила советских воинов и партизан
- Памятник жертвам Великой Отечественной войны.

### Утраченное наследие
- Храм
- Храм-часовня